# Franc Osole (arheolog)
Franc Osole, slovenski naravoslovec in arheolog, * 1. oktober 1920, Celje, † 11. februar 2000

## Življenje in delo
Osole je leta 1952 diplomiral iz biologije in geologije na ljubljanski Prirodoslovno matematični fakulteti. Po končanem študiju je poučeval na gimnaziji, nato se je zaposlil na Inštitutu za prazgodovino človeka pri ljubljanski univerzi. Leta 1964 je od akademika Srečka Brodarja nasledil vodstvo katedre za kvartarologijo in njegova predavanja na FNT, 1969 pa še na oddelku za arheologijo Filozofske fakultete. 1969 je bil izvoljen za izrednega, 1975 pa rednega profesorja na FNT v Ljubljani. Strokovno se je izpopolnjeval v Nemčiji, na Češkem, Slovaškem in v Veliki Britaniji. Odkril in raziskal je številna paleolitska najdišča v Sloveniji (Ovčja jama in Zakajeni spodmol blizu Prestranka, Županov spodmol blizu Sajevč, Matjaževe kamre pri Sopotu blizu Žirov, Babja jama blizu Doba, Lukenjska jama v Prečni). Pri proučevanju kamenega in koščenega orodja je mlajši paleolitik - gravettiensko kulturo - razdelil na 3 podstopnje (gravettien, trdigravettien in epigravettien). Objavil je preko 100 znanstvenih, strokovnih in poljudnoznanstvenih člankov. Poročen je bil z antropologinjo Zlato Dolinar Osole.